# 台湾の大学一覧
台湾の大学一覧（たいわんのだいがくいちらん）は、台湾の大学の一覧。

## 高等教育

### 国立/市立

#### 総合大学
- 国立台湾大学（指定研究大）[1]
- 国立中興大学
- 国立成功大学（指定研究大）
- 国立政治大学
- 国立清華大学（指定研究大）
- 国立台湾海洋大学
- 国立陽明交通大学（指定研究大）
- 国立中央大学（指定研究大）
- 国立中山大学（指定研究大）
- 国立中正大学
- 国立東華大学
- 国立曁南国際大学
- 国立嘉義大学
- 国立台北大学
- 国立高雄大学
- 国立宜蘭大学
- 国立台東大学
- 国立聯合大学
- 国立台南大学
- 国立屏東大学
- 国立金門大学
- 台北市立大学

#### 師範大学/教育大学
- 国立台湾師範大学
- 国立高雄師範大学
- 国立彰化師範大学
- 国立台北教育大学
- 国立台中教育大学

#### 芸術大学
- 国立台湾芸術大学
- 国立台北芸術大学
- 国立台南芸術大学

#### 体育大学/体育学院
- 国立体育大学
- 国立台湾体育運動大学

### 私立

#### 総合大学
- 東海大学（AALAU加盟校）
- 輔仁大学（AALAU加盟校）
- 東呉大学
- 世新大学
- 淡江大学
- 中原大学
- 逢甲大学
- 中国文化大学
- 静宜大学
- 銘伝大学
- 実践大学
- 義守大学
- 長庚大学
- 元智大学
- 華梵大学
- 中華大学
- 大葉大学
- 真理大学
- 大同大学
- 南華大学
- 慈済大学
- 長栄大学
- 玄奘大学
- 亜洲大学
- 開南大学
- 佛光大学
- 明道大学
- 康寧大学
- 台湾首府大学

#### 医学大学/医薬大学/医学院
- 高雄医学大学
- 台北医学大学
- 中山医学大学
- 中国医薬大学
- 馬偕医学院

#### 学院
- 中信金融管理学院
- 法鼓文理學院

## 高等技能・職業教育

### 国立

#### 科技大学
- 国立台湾科技大学
- 国立屏東科技大学
- 国立台北科技大学
- 国立雲林科技大学
- 国立高雄科技大学
- 国立虎尾科技大学
- 国立澎湖科技大学
- 国立勤益科技大学
- 国立台北護理健康大学
- 国立高雄餐旅大学
- 国立台中科技大学
- 国立台北商業大学

#### 学院
- 国立台湾戲曲学院

#### 専科学校
- 国立台東専科学校
- 国立台南護理専科学校

### 私立

#### 科技大学
- 朝陽科技大学
- 南台科技大学
- 崑山科技大学
- 嘉南薬理大学
- 樹徳科技大学
- 龍華科技大学
- 輔英科技大学
- 明新科技大学
- 健行科技大学
- 正修科技大学
- 弘光科技大学
- 明志科技大学
- 建国科技大学
- 万能科技大学
- 嶺東科技大学
- 中国科技大学
- 中台科技大学
- 大仁科技大学
- 聖約翰科技大学
- 高苑科技大学
- 元培科技大学
- 台南応用科技大学
- 遠東科技大学
- 徳明財經科技大学
- 中華医事科技大学
- 東南科技大学
- 景文科技大学
- 南開科技大学
- 僑光科技大学
- 中華科技大学
- 育達科技大学
- 呉鳳科技大学
- 美和科技大学
- 環球科技大学
- 修平科技大学
- 中州科技大学
- 長庚科技大学
- 台北城市科技大学
- 台北海洋科技大学
- 醒吾科技大学
- 大華科技大学
- 文藻外語大学
- 南栄科技大学
- 華夏科技大学
- 慈済科技大学
- 致理科技大学
- 東方設計大学
- 亜東科技大学

#### 技術学院
- 大漢技術学院
- 和春技術学院
- 南亜技術学院
- 蘭陽技術学院
- 徳霖技術学院
- 経国管理曁健康学院
- 黎明技術学院
- 大同技術学院
- 崇右技術学院
- 台湾観光学院

#### 専科学校
- 仁徳医護管理専科学校
- 馬偕医護管理専科学校
- 慈恵医護管理専科学校
- 樹人医護管理専科学校
- 耕莘護理専科学校
- 育英医護管理専科学校
- 敏恵医護管理専科学校
- 新生医護管理専科学校
- 聖母医護管理専科学校
- 崇仁医護管理専科学校

## 軍警院校
- 国防医学院
- 海軍軍官学校
- 空軍軍官学校
- 陸軍軍官学校
- 台湾警察専科学校
- 中央警察大学
- 国防大学
- 空軍航空技術学院
- 陸軍専科学校

## 宗教学院
- 台南神学院
- 玉山神学院
- 台湾神学院
- 基督教台湾浸会神学院
- 輔仁聖博敏神学院
- 台北基督学院
- 法鼓仏教学院

## 空中大学（公開大学）
- 国立空中大学
- 高雄市立空中大学